# Chuck Daly
Charles Jerome Daly, detto Chuck (St. Marys, 20 luglio 1930 – Jupiter, 9 maggio 2009), è stato un allenatore di pallacanestro statunitense, membro del Naismith Memorial Basketball Hall of Fame dal 1994 e del FIBA Hall of Fame dal 2021.
È celebre soprattutto per essere stato l'allenatore del team vincitore della medaglia d'oro alla venticinquesima Olimpiade estiva di Barcellona 1992, ovvero il "Dream Team" originale. Sotto i suoi ordini, Daly aveva giocatori come Michael Jordan, Magic Johnson, Larry Bird, Charles Barkley ed altri.
Ha allenato squadre NBA per un totale di 14 stagioni, con un record complessivo di 638-437 (59,3% di vittorie), ottenendo i migliori risultati con i Detroit Pistons, che guidò a due titoli (1989 e 1990). È stato uno dei sette allenatori della NBA a vincere due campionati consecutivi ed è stato eletto nella NBA Hall of Fame Coached.
Malato di cancro al pancreas, è morto il 9 maggio 2009, all'età di 78 anni.

## Carriera
Nel 1978, Daly si unì ai Philadelphia 76ers dell'NBA come assistente allenatore. Durante la stagione 1981, i Cleveland Cavaliers lo assunsero come terzo allenatore in quella stagione, ma fu licenziato con un record di 9–32 prima della fine della stagione. È poi tornato ai 76ers come emittente televisiva fino a quando è stato assunto nel 1983 dai Detroit Pistons. I Pistons, un club che non aveva mai registrato stagioni vincenti consecutive prima del mandato di Daly, ha fatto i playoff NBA ogni anno in cui era capo allenatore (1983-1992), oltre a raggiungere le finali NBA tre volte, vincendo due NBA consecutive campionati nel 1989 e nel 1990. Mentre prestava servizio come allenatore dei Pistons, Daly era anche un commentatore per la copertura dei playoff NBA di TBS.
Daly è stato nominato capo allenatore del Dream Team degli Stati Uniti che ha vinto la medaglia d'oro alle Olimpiadi del 1992 prima di trasferire la sua carriera nell'NBA ai New Jersey Nets per la stagione 1992-93. Daly è rimasto con i Nets per due stagioni, prima di dimettersi per la frustrazione per l'immaturità di alcuni dei giocatori della sua squadra.
Daly ha assunto nuovamente un ruolo come commentatore per la copertura NBA di TNT durante la metà degli anni '90. Daly rifiutò l'offerta di allenare i New York Knicks nell'estate del 1995 dopo aver deciso di non essere pronto per il grind da allenatore NBA. Sarebbe tornato ad allenare con gli Orlando Magic all'inizio della stagione 1997-98. Daly rimase due stagioni con i Magic e poi si ritirò definitivamente.

## Statistiche

### Allenatore
| Stagione | Squadra             | Regular Season | Regular Season | Regular Season | Regular Season | Regular Season             | Post Season                                               |
| Stagione | Squadra             | V              | P              | % V            | G              | Posizione finale           | Post Season                                               |
| -------- | ------------------- | -------------- | -------------- | -------------- | -------------- | -------------------------- | --------------------------------------------------------- |
| 1981-82  | Cleveland Cavaliers | 9              | 32             | 22,0           | 41             | -                          | -                                                         |
| 1983-84  | Detroit Pistons     | 49             | 33             | 59,8           | 82             | 2º nella Central Division  | Sconfitto al Primo Round dai Knicks (2-3)                 |
| 1984-85  | Detroit Pistons     | 46             | 36             | 56,1           | 82             | 2º nella Central Division  | Sconfitto alle Semifinali di Conference dai Celtics (2-4) |
| 1985-86  | Detroit Pistons     | 46             | 36             | 56,1           | 82             | 3º nella Central Division  | Sconfitto al Primo Round dagli Hawks (1-3)                |
| 1986-87  | Detroit Pistons     | 52             | 30             | 63,4           | 82             | 2º nella Central Division  | Sconfitto alle Finali di Conference dai Celtics (3-4)     |
| 1987-88  | Detroit Pistons     | 54             | 28             | 65,9           | 82             | 1º nella Central Division  | Sconfitto alle NBA Finals dai Lakers (3-4)                |
| 1988-89  | Detroit Pistons     | 63             | 19             | 76,8           | 82             | 1º nella Central Division  | Campione NBA                                              |
| 1989-90  | Detroit Pistons     | 59             | 23             | 72,0           | 82             | 1º nella Central Division  | Campione NBA                                              |
| 1990-91  | Detroit Pistons     | 50             | 32             | 61,0           | 82             | 2º nella Central Division  | Sconfitto alle Finali di Conference dai Bulls (0-4)       |
| 1991-92  | Detroit Pistons     | 48             | 34             | 58,5           | 82             | 3º nella Central Division  | Sconfitto al Primo Round dai Knicks (2-3)                 |
| 1992-93  | N.J. Nets           | 43             | 39             | 52,4           | 82             | 3º nella Atlantic Division | Sconfitto al Primo Round dai Cavaliers (2-3)              |
| 1993-94  | N.J. Nets           | 45             | 37             | 54,9           | 82             | 3º nella Atlantic Division | Sconfitto al Primo Round dai Knicks (1-3)                 |
| 1997-98  | Orlando Magic       | 41             | 41             | 50,0           | 82             | 5º nella Atlantic Division | Manca i play-off                                          |
| 1998-99  | Orlando Magic       | 33             | 17             | 66,0           | 50             | 1º nella Atlantic Division | Sconfitto al Primo Round dai 76ers (1-3)                  |
|          | Carriera            | 638            | 437            | 59,3           | 1075           |                            |                                                           |

## Palmarès
- Campionato NBA: 2

Detroit Pistons: 1989, 1990
- Allenatore all'NBA All-Star Game (1990)
- Allenatore del Dream Team alle Olimpiadi di Barcellona 1992
- Inserito tra i Top 10 Coaches in NBA History nel 1996
- Inserito tra i 15 Greatest Coaches in NBA History nel 2022